# 遁园
遁园又称马家花园，是一座民国时期营建的位于黑龙江省哈尔滨市香坊区的私家花园。在1920年代，由马忠骏营建。马忠骏自称“遁园”，来源于《易经》中“遁世无闷”之句。
当时，遁园与中央大街、火车站、霁虹桥、铁路局办公楼、江上俱乐部、圣尼古拉教堂、许公碑并称“哈尔滨八景”。有野人庐、无闷亭、尘外亭、归来亭和待鹤亭等24景。今仅存两景亦遭到严重破坏。